# 明日へのrun away
明日へのrun away（あすへのラン・アウェイ）は真行寺恵里の2枚目のシングル。

## 内容
オリコンチャートにランクインされた最後のシングル及び1枚目のアルバム「HARD VOLTAGE」先行シングルとなった本作は、読売テレビ制作・日本テレビ系「キスだけじゃイヤッ!」エンディング・テーマ。

## 収録曲
全曲　作詞：真行寺恵里、作詞：真行寺恵里・伊藤真太郎、編曲：伊藤真太郎
1. 明日へのrun away
2. あきらめきれないburning love
3. 明日へのrun away (inst.)